# Gladiolus pavonia
Gladiolus pavonia är en irisväxtart som beskrevs av Peter Goldblatt och John Charles Manning. Gladiolus pavonia ingår i släktet sabelliljor, och familjen irisväxter. Inga underarter finns listade i Catalogue of Life.